# Italiani nella guerra di secessione americana
Gli italiani nella guerra di secessione americana combatterono, sia nello schieramento unionista, la maggior parte dei quali facendo parte della Italian legion e del 39th New York volunteer infantry regiment (Garibaldi guards), sia in quello confederato, in particolare nelle truppe della Louisiana.

## Storia

### Lo schieramento confederato
Circa un migliaio di italiani, emigrati o discendenti da emigrati, o con nomi italiani, si arruolarono nelle forze armate della Confederazione. Le unità militari del Sud con il maggior numero di italiani provenivano dalla Louisiana, lo Stato confederato con la maggiore presenza di immigrati italiani. New Orleans, che era allora la città più popolosa degli Stati Confederati, aveva una percentuale molto alta di stranieri, e quando cominciò la secessione, praticamente ogni gruppo etnico formò le sue unità. Gli italiani già presenti in Louisiana tentarono di formare un battaglione, chiamato "Garibaldi Legion" o, in alternativa, “Garibaldi Guards”: circa 170 italiani si offrirono volontari. Il 21 febbraio 1861 fu preparata e perfettamente equipaggiata la "prima compagnia delle Garibaldi Guards" o semplicemente “Garibaldi Guards”. Il 19 marzo 1861 la “Garibaldi Guards” sfilò per le strade di New Orleans, in uniformi che richiamavano i volontari garibaldini d’Italia, giacca rossa e coccarda tricolore. Gli ufficiali, tutti italiani, erano: il capitano Gaudenzio Marzoni (o Manzoni, entrambi cognomi prevalentemente lombardi), poi divenuto maggiore e sostituito dal citato capitano Giuseppe (o Joseph), Santini (originario della Corsica), il sottotenente Ulisse Marinoni (di Brescia, esule politico dopo i moti del 1848, in America dal 1850) e il sottotenente Ernesto Baselli (cognome prevalentemente lombardo). Non avendo raggiunto il numero di uomini necessario per formare un’unità autonoma, la "prima compagnia Garibaldi Guards", fu incorporata nel reggimento dei “Cazadores Españoles-Spanish Hunters”, di cui divenne la compagnia F; Infine, caduta New Orleans nelle mani dell’Unione, all’inizio del maggio 1862 la Garibaldi Guards si sciolse. Molti altri nominativi italiani si ritrovano nelle liste di altri reparti confederati. Si trattava di immigrati già residenti negli Stati del Sud.  La milizia della European Brigade non fu coinvolta in combattimenti, ma si occupò di mantenere l'ordine pubblico. Distrutte le armi e i rifornimenti, le unità della milizia furono disciolte il 2 maggio.
Un'altra unità confederata che includeva soldati italiani era il 10th Louisiana Infantry Regiment, chiamato anche la "legione straniera di Lee". Esso includeva stranieri di 22 nazionalità diverse, con due compagnie di cittadini della Louisiana, cinque di Irlandesi, una di Francesi e Tedeschi, una di Ispanici, e infine una, la compagnia I, a maggioranza italiana. Infatti conteneva "almeno 25 uomini provenienti dall'Italia", mentre altri erano sparsi nelle altre compagnie.
Questa compagnia, nello schieramento confederato, dopo la resa del reggimento italiano della European Brigade della milizia di New Orleans, rimaneva l'unità con la maggior percentuale di Italiani.

### Lo schieramento unionista

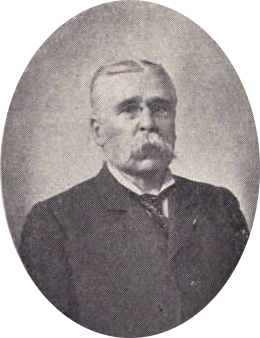
Luigi Palma di Cesnola

La maggior parte degli italiani che combatterono sul fronte unionista furono reclutati nell'area di New York.
Degno di nota tra essi è il generale Luigi Palma di Cesnola, il quale rimase ferito, ricevette la Medaglia d'Onore e più tardi fu il primo direttore del Metropolitan Museum of Art di New York.
Tra i generali unionisti vi fu anche il siciliano Enrico Fardella che, dopo aver combattuto a capo di una brigata dell'Esercito meridionale a fianco di Garibaldi, si trasferì in America e organizzò un corpo di fanteria di volontari. Il Reggimento Fardella, con 1040 volontari, combatté nell'Armata del Potomac. Nel 1864 creò un nuovo reggimento di fanteria, l'85° Volontari di New York. Sconfitto e reso prigioniero nella battaglia di Plymouth, fu rinchiuso nella prigione di Andersonville, per poi tornare libero il 3 agosto in seguito a uno scambio di prigionieri. Nella primavera del 1865 venne promosso generale da Abramo Lincoln.

### Azioni di guerra
Il 25 maggio del 1862 ebbe luogo la Prima battaglia di Winchester, in Virginia Occidentale. La battaglia fu vinta dai 16.000 sudisti guidati dal famoso generale Stonewall Jackson, che sconfissero i 6.500 unionisti. A questa battaglia non presero parte né l'Italian Regiment della European Brigade, disciolto dopo la presa di New Orleans da parte delle truppe unioniste, né il 10th Louisiana, né il 39th New York volunteer infantry regiment.
In settembre, gli unionisti furono nuovamente attaccati dalle truppe di Jackson, ora circa 26.000 uomini, e, circondati ad Harper's Ferry, si arresero, distruggendo le proprie armi. Buona parte del 39th New York volunteer infantry regiment fu fatto prigioniero in quella circostanza, insieme a quasi tutta la guarnigione unionista di 12.000 uomini e inviato nel campo di prigionia di Camp Douglas, nei pressi di Chicago, nel settembre 1862. Ottennero la libertà tre mesi dopo, grazie a uno scambio di prigionieri. Dopo il rilascio il 39th New York volunteer infantry regiment venne costituito in brigata con altri reggimenti di New York, il 111th, il 125th e il 126th, che si erano tutti arresi ed erano stati fatti prigionieri ad Harper's Ferry. L'intera brigata ricevette quindi il, secondo alcuni ingiusto, soprannome di "Vigliacchi di Harpers Ferry". Il 39th New York volunteer infantry regiment prestò successivamente servizio con onore in numerose battaglie, comprese Gettysburg e Wilderness, subendo perdite.
Sul versante confederato il 10th Regiment, Louisiana Infantry si guadagnò fama di unità particolarmente valorosa. Partecipò alla campagna della Shenandoah Valley con il generale Early e ad Appomattox. Perse il 27% degli effettivi ingaggiati (318 uomini) alla battaglia di Malvern Hill e subì serie perdite anche a Sharpsburg, Chancellorsville e Gettysburg, dove tornò a perdere più del 25% dei propri effettivi (226 uomini in quell'occasione).